# Somatochlora franklini
Somatochlora franklini е вид водно конче от семейство Corduliidae. Видът не е застрашен от изчезване.

## Разпространение
Разпространен е в Канада (Албърта, Британска Колумбия, Квебек, Лабрадор, Манитоба, Нова Скотия, Ню Брънзуик, Нюфаундленд, Онтарио, Остров Принц Едуард, Саскачеван и Северозападни територии) и САЩ (Аляска, Вашингтон, Върмонт, Мейн, Минесота, Мичиган, Ню Йорк, Ню Хампшър и Уисконсин).